# Pont de Castets-en-Dorthe
Le pont de Castets-en-Dorthe est un pont routier de type Eiffel, à structure métallique franchissant la Garonne, sur la route départementale D15 et reliant la commune de Castets et Castillon à la rive droite de la Garonne.

## Géographie
Pont situé sur la Garonne entre les communes de Castets et Castillon (en rive gauche) et la commune de Caudrot (en rive droite), près de la confluence du canal latéral à la Garonne et la Garonne.

## Histoire
Le pont a été construit en 1905.

## Caractéristiques techniques
Pont en poutre à treillis multiple d'une Longueur de 220 mètres.

### Construction
Un tablier est posé sur des piles et entouré d'une sorte de cage métallique de type Eiffel.